# Kirkenes
Kirkenesⓘ (en finés: Kirkkoniemi, en sami: Girkonjárga, en kven: Kirkkoniemi, en ruso: Киркенес) es una ciudad y centro del municipio de Sør-Varanger en la provincia de Finnmark, Noruega. Se sitúa en una península del fiordo de Bøk, un brazo del fiordo de Varanger. Tiene una población estimada de 3538 en 2014.

## Características

### Geografía

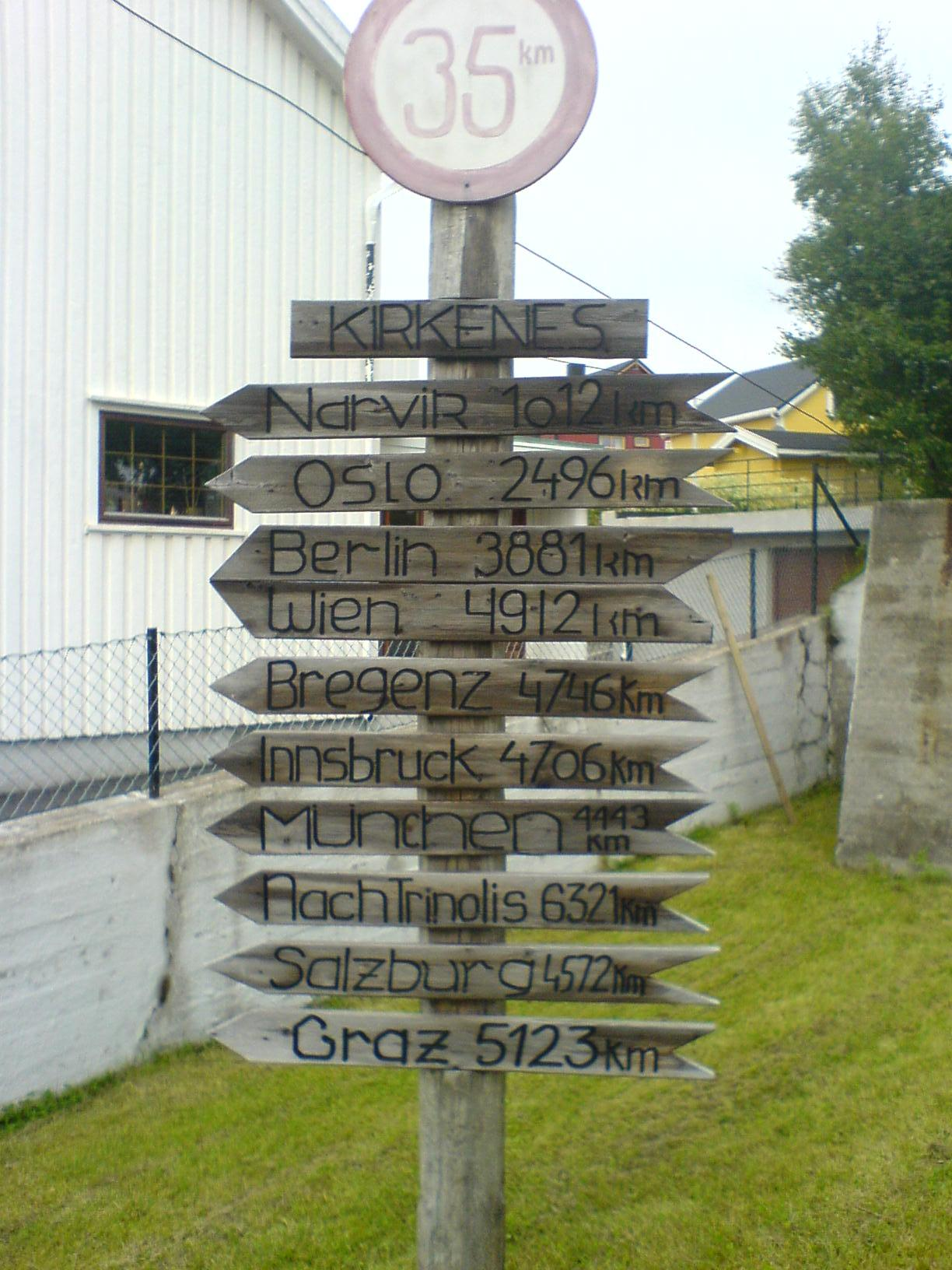
Poste en Kirkenes con las distancias a otras ciudades de Europa.

Kirkenes es un poblado perteneciente al municipio Noruego de Sør-Varanger en la provincia de Finnmark, en Noruega. Cuenta con una población aproximada de 3300 habitantes en el pueblo y de alrededor de 7300 incluyendo las zonas de los suburbios vecinos de Hesseng, Sandnes y Bjørnevatn.[cita requerida] Kirkenes está situado en el extremo noreste de Noruega en el fiordo de Bøk, un ramal del gran fiordo de Varanger, que se abre al mar de Barents, cerca de Rusia, en el límite norte del país. La ciudad se encuentra a unos 400 km al norte del círculo polar ártico.

### Clima
El sol de medianoche brilla a partir del 17 de mayo hasta el 21 de julio. Y la oscuridad del invierno correspondiente se extiende a partir del 21 de noviembre hasta el 21 de enero. A pesar de su ubicación en la costa, Kirkenes exhibe un clima más continental. La temperatura media es de –11,5 °C en enero, y 12,6 °C en julio, con una precipitación anual de 450 mm. El registro térmico más bajo llegó a –41 °C y el récord de temperatura máxima midió 32,7 °C. El mes de julio de 2004 fue el más caluroso de la historia, con una temperatura media de 16,9 °C.
| Parámetros climáticos promedio de Kirkenes (10 últimos años) | Parámetros climáticos promedio de Kirkenes (10 últimos años) | Parámetros climáticos promedio de Kirkenes (10 últimos años) | Parámetros climáticos promedio de Kirkenes (10 últimos años) | Parámetros climáticos promedio de Kirkenes (10 últimos años) | Parámetros climáticos promedio de Kirkenes (10 últimos años) | Parámetros climáticos promedio de Kirkenes (10 últimos años) | Parámetros climáticos promedio de Kirkenes (10 últimos años) | Parámetros climáticos promedio de Kirkenes (10 últimos años) | Parámetros climáticos promedio de Kirkenes (10 últimos años) | Parámetros climáticos promedio de Kirkenes (10 últimos años) | Parámetros climáticos promedio de Kirkenes (10 últimos años) | Parámetros climáticos promedio de Kirkenes (10 últimos años) | Parámetros climáticos promedio de Kirkenes (10 últimos años) |
| Mes                                                          | Ene.                                                         | Feb.                                                         | Mar.                                                         | Abr.                                                         | May.                                                         | Jun.                                                         | Jul.                                                         | Ago.                                                         | Sep.                                                         | Oct.                                                         | Nov.                                                         | Dic.                                                         | Anual                                                        |
| ------------------------------------------------------------ | ------------------------------------------------------------ | ------------------------------------------------------------ | ------------------------------------------------------------ | ------------------------------------------------------------ | ------------------------------------------------------------ | ------------------------------------------------------------ | ------------------------------------------------------------ | ------------------------------------------------------------ | ------------------------------------------------------------ | ------------------------------------------------------------ | ------------------------------------------------------------ | ------------------------------------------------------------ | ------------------------------------------------------------ |
| Temp. máx. media (°C)                                        | -7                                                           | -8                                                           | -4                                                           | 0                                                            | 5                                                            | 11                                                           | 14                                                           | 13                                                           | 8                                                            | 3                                                            | -3                                                           | -5                                                           | 2.3                                                          |
| Temp. media (°C)                                             | -11.8                                                        | -11.3                                                        | -7.4                                                         | -2.4                                                         | 3.0                                                          | 8.5                                                          | 12.1                                                         | 10.5                                                         | 6.2                                                          | 0.4                                                          | -5.5                                                         | -9.7                                                         | -0.6                                                         |
| Temp. mín. media (°C)                                        | -12                                                          | -13                                                          | -9                                                           | -4                                                           | 2                                                            | 6                                                            | 10                                                           | 9                                                            | 5                                                            | 0                                                            | -7                                                           | -9                                                           | -1.8                                                         |
| Precipitación total (mm)                                     | 32                                                           | 23                                                           | 21                                                           | 20                                                           | 23                                                           | 41                                                           | 60                                                           | 62                                                           | 47                                                           | 35                                                           | 33                                                           | 33                                                           | 430                                                          |
| Fuente:                                                      |                                                              |                                                              |                                                              |                                                              |                                                              |                                                              |                                                              |                                                              |                                                              |                                                              |                                                              |                                                              |                                                              |

## Población
De los aproximadamente 6000 habitantes de Kirkenes, la mayoría es de origen noruego, y existe una minoría de sami. Además, otros son originarios de Finlandia, o bien son miembros del pueblo kven o de una nueva afluencia de inmigrantes provenientes recientemente de Finlandia. Además, hay unos 500 inmigrantes relativamente recientes desde Rusia.

## Economía y Turismo

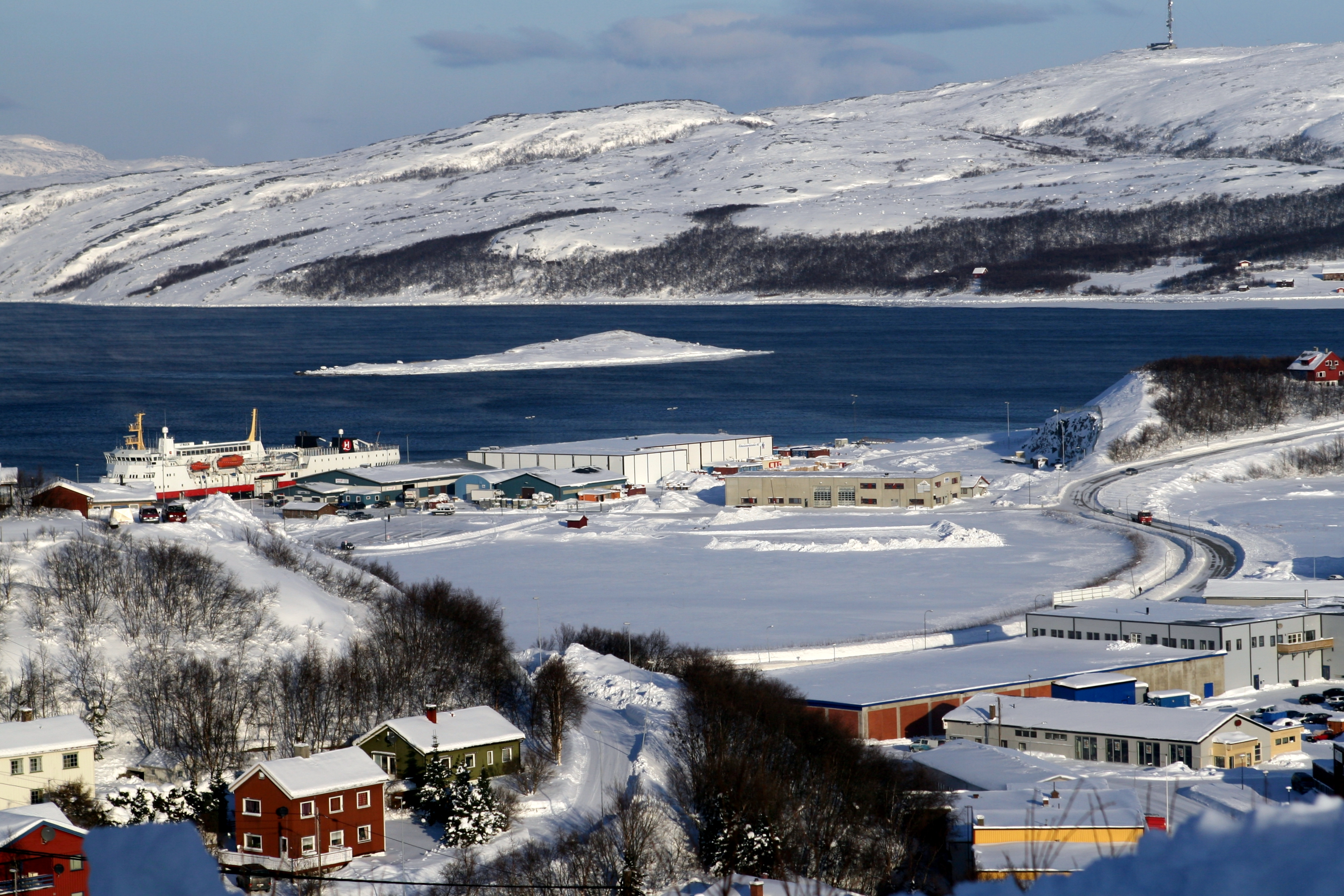
Kirkenes en febrero de 2007.

Kirkenes está a 1842 km al noreste de Oslo, la capital noruega. Por su situación geográfica, tiene un acceso terrestre más rápido y directo a través de Suecia y Finlandia, aunque se encuentra comunicado con el resto del país por la ruta europea E6.
La ciudad de Kirkenes es también el punto de partida de EV13 The Iron Curtain Trail, una ruta ciclista que recorre la histórica frontera entre el Occidente capitalista y el Este comunista durante la Guerra Fría.
Kikeness posee la secretaría de la región de Barents. Y una de sus tareas es la de crear cruces transfronterizos culturales, educativos y de fomentar las relaciones comerciales en la región de Barents. En la actualidad existe un optimismo considerable en la ciudad como consecuencia del aumento de la actividad de perforaciones en busca de petróleo en el mar de Barents (incluida la actividad minera de Rusia).

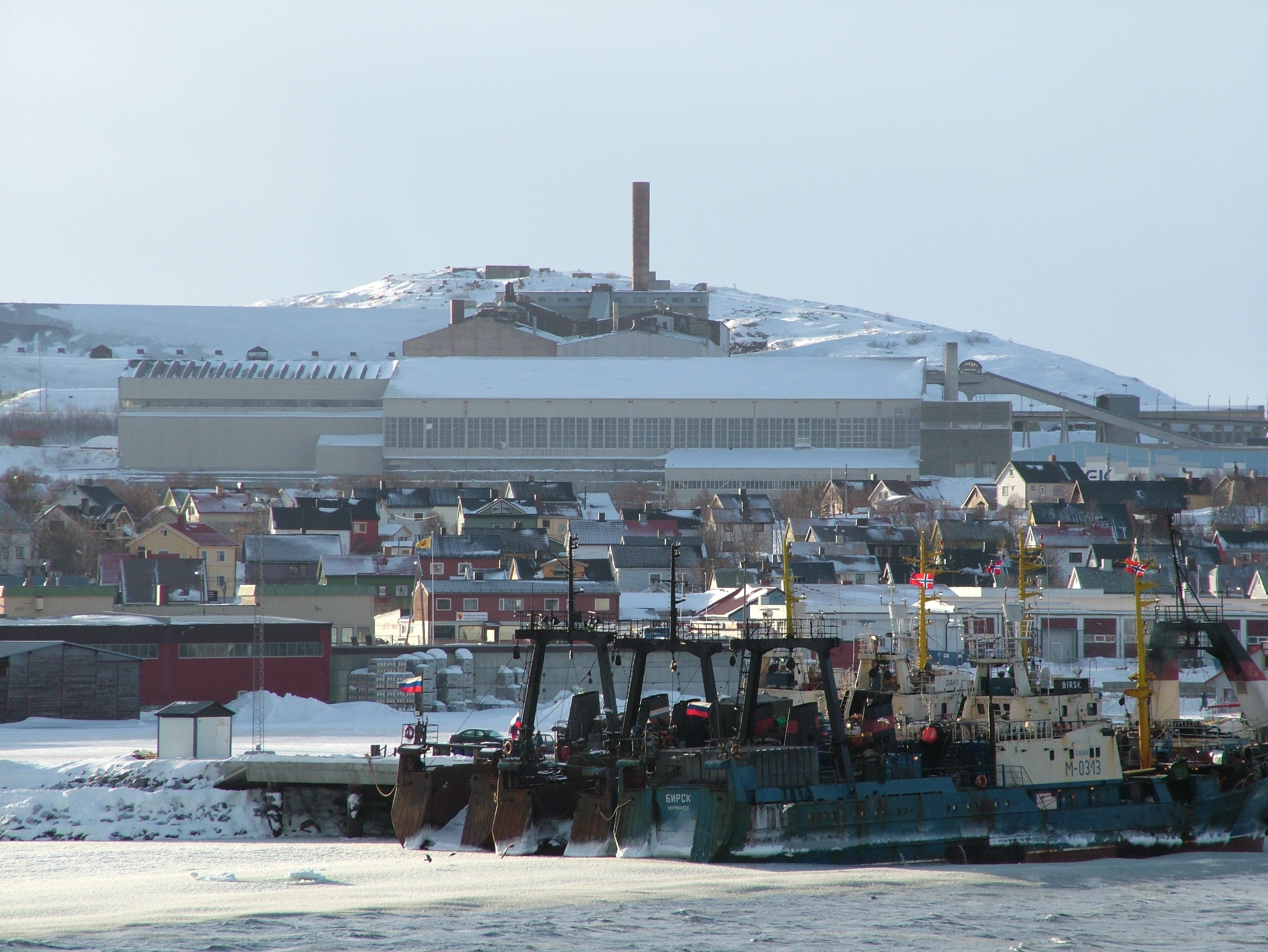
Puerto de Kirkenes.

El excelente puerto Bøkfjorden, ha atraído el interés de varias empresas grandes.
Entre las atracciones turísticas se incluye «El Museo del país fronterizo» (Grenselandsmuseet), que muestra la historia de la guerra y la paz a lo largo de la frontera noruego-rusa, también hay exposiciones de arte del pueblo lapón perteneciente al artista John Savio (1902-1938) y la historia de la industria minera de la zona. Además, el museo tiene una pequeña tienda y una cafetería.
Justo a las afueras de Kirkenes hay una base militar llamada "Høybuktmoen". Esta base coordina seis puestos fronterizos a lo largo de la frontera rusa. La función principal de la base militar y estos puestos fronterizos es la de proteger la región de los inmigrantes ilegales, así como otras actividades ilegales a través de la frontera. También a las afueras de fuera Kirkenes se encuentra Andersgrotta, un gran búnker subterráneo construido durante la Segunda Guerra Mundial, que proporcionaba refugio a unos 9000 habitantes de la región. Las visitas turísticas al búnker están disponibles. Kirkenes es también uno de los extremos de la ruta de Hurtigruten, donde los cruceros arriban diariamente desde la costa de Noruega y hacia Bergen (Noruega). Kirkenes también es abastecida por el Aeropuerto Høybuktmoen, que tiene vuelos sin escalas a Oslo y Tromsø.

## Historia

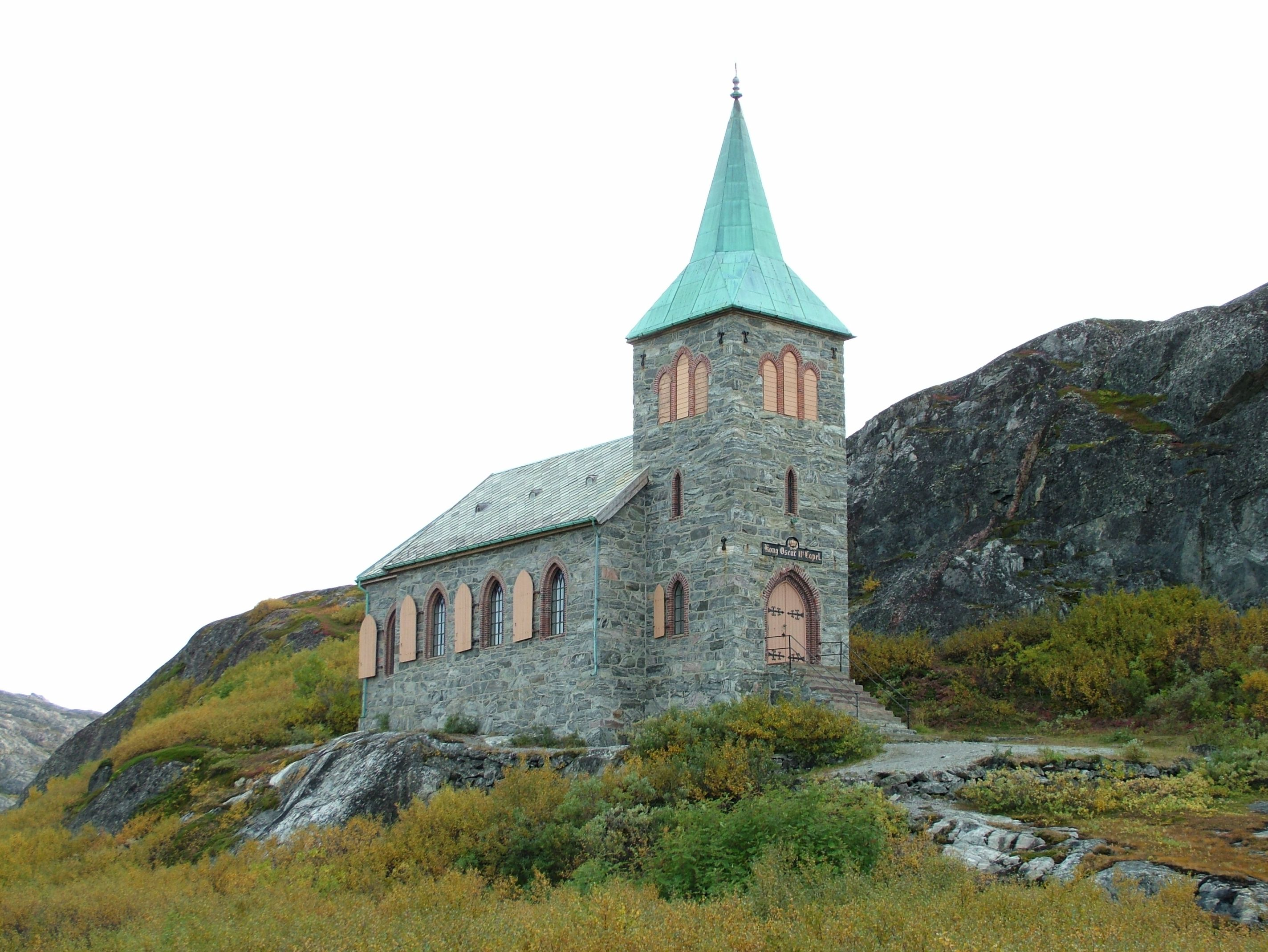
Iglesia de Grense.

El área alrededor de Kirkenes era común al distrito Noruego-Ruso hasta 1826, cuando se estableció la frontera actual. El nombre original de la cabecera del fiordo era Pisselvnes («cabecera del río Piss»); pero esto fue cambiado a Kirkenes' («punta de la iglesia») después que la iglesia fuera construida en 1862.
Durante la Segunda Guerra Mundial, Kirkenes fue capturado por los alemanes y se convirtió en una base Militar de la Marina alemana. Fue una de las zonas más bombardeadas durante la guerra (según se informa, en segundo lugar después de Malta), con 320 ataques aéreos y más de mil bombas. Solo 13 casas quedaron en octubre de 1944. La ciudad fue liberada por el 14.º Ejército soviético al mando del teniente general Vladímir Shcherbakov, el 25 de octubre de 1944 durante la Operación Petsamo-Kirkenes.
Cerca del pueblo hay un monumento a los once combatientes de la libertad que ayudaron a los partisanos a recoger información sobre las tropas de ocupación alemanas. En el verano de 1943 sus actividades de espionaje fueron descubiertas y muchos de ellos fueron enviados a un campo de prisioneros de guerra cerca de Kirkenes. Luego de una Corte Marcial los once fueron condenados a muerte y fueron ejecutados cerca del lugar conmemorativo, el 18 de agosto de 1943. Cuando la fosa común se abrió en 1946 se encontró que los hombres habían sido golpeados hasta la muerte. Después de la autopsia y de un funeral, los cuerpos fueron devueltos a sus hogares. (Datos tomados de la placa conmemorativa).
La frontera ruso-noruega fue un lugar extremadamente tenso durante la Guerra Fría. Nunca hubo disparos reales entre los noruegos y el control de frontera de Rusia, pero si hubo en varias oportunidades una línea de soldados con tanques de ambos lados. Las Fuerzas Armadas de los Estados Unidos, en una ocasión estuvieron en estado de alerta, para ayudar a los soldados de la frontera noruega. La situación hoy día es más relajada; pero la unión de Schengen, ha ordenado que los soldados de la frontera deben estar altamente capacitados y listos para disparar. El programa de formación es muy similar al del 75.º Regimiento Ranger de los Estados Unidos de América.[cita requerida]
Entre 1910 y 1997, Kirkenes tuvo estación terminal de Kirkenes-Bjørnevatnbanen, que era la estación terminal ferroviaria más al norte del mundo, utilizada para el transporte mineral de las minas de Bjørnevatn al puerto de Kirkenes.

## Temas de interés

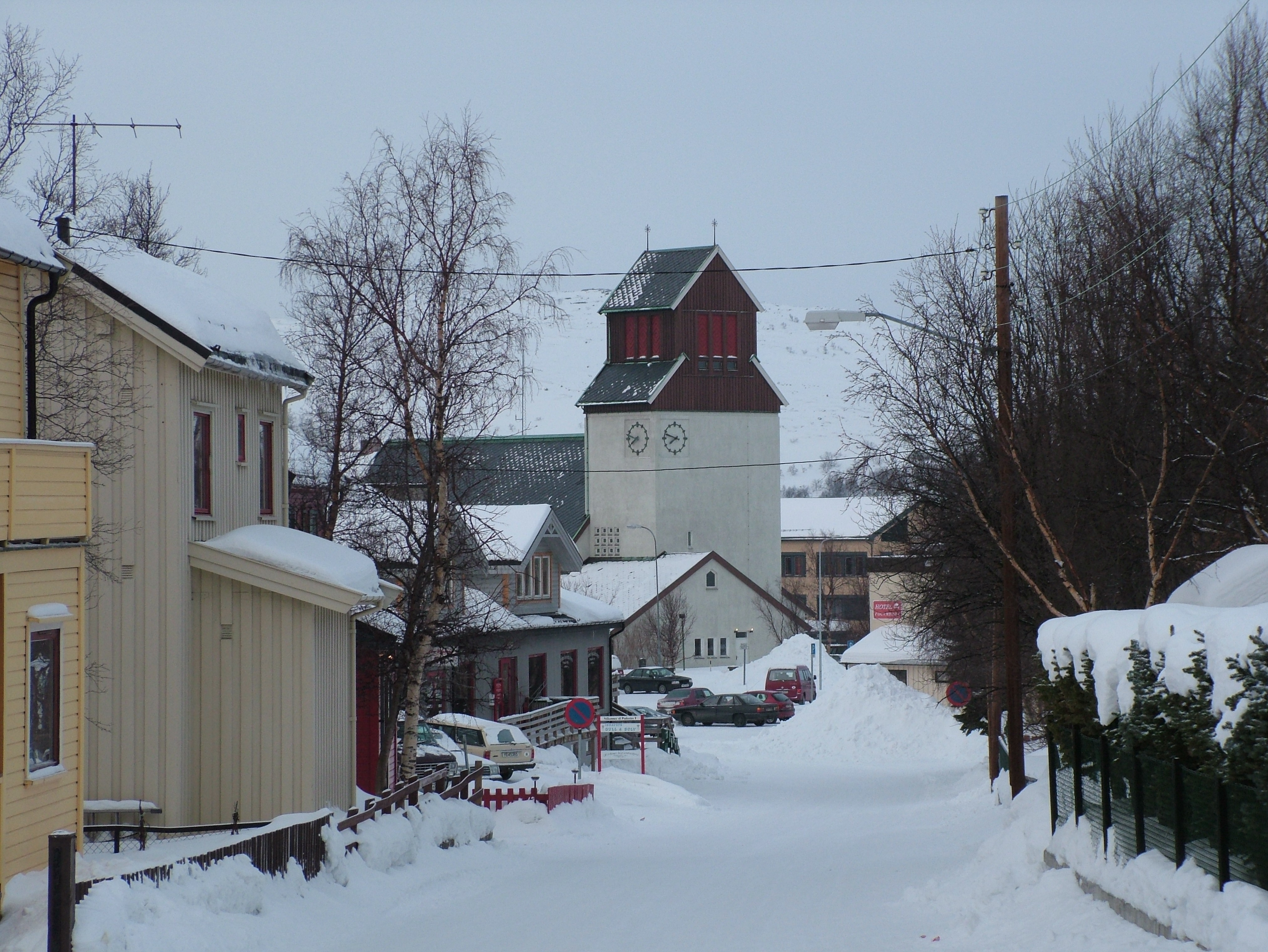
La iglesia de Kirkenes.

A diferencia de la gran mayoría del territorio noruego, Kirkenes está situado en el este del país, vecino a Finlandia. Debido a esto, viajando hacia el oeste desde Kirkenes, realmente cambia la zona horaria «hacia adelante» en vez de hacia atrás, como normalmente sucede. Viajar directamente hacia el este desde Kirkenes (hacia Rusia) cambia el huso horario adelantándose dos horas en lugar de una.
Conduciendo 100 kilómetros al sur, y luego de hacer 10 km a pie, luego del final de la ruta, por el parque nacional Øvre Pasvik, se puede alcanzar el trifinio o punto fronterizo donde limitan tres países (Noruega, Finlandia y Rusia), y donde tres zonas horarias diferentes se encuentran. Hay solo unos pocos lugares en el mundo donde se da este caso. Está prohibido, de acuerdo con la legislación rusa, caminar por el límite de los tres países. Para acceder al lado ruso hay que pasar un control de fronteras.